# Ermita de Santa Caterina (Torroella de Montgrí)
L'ermita de Santa Caterina és una ermita de dimensions moderades al terme municipal de Torroella de Montgrí. L'ermita queda amagada a l'interior de la vall de Santa Caterina, al nord de les muntanyes d'Ullà, Montgrí i Montplà. Hi arriba una pista forestal transitable des de la carretera entre Ullà i l'Escala. Tot i així hi ha múltiples camins i senders que hi menen, bé sigui pel coll de Santa Caterina, entre la muntanya d'Ullà i el Montgrí, o pel coll d'en Garrigars, entre el Montgrí i el Montplà. Per l'est un camí s'enfila per la llera de la vall fins passat el coll on es pot arribar a la pista forestal que mena des de les dunes de Torroella fins a Sobrestany. L'edifici fou iniciat en un estil gòtic tardà, bé que barrejat amb modificacions barroques.

## Història

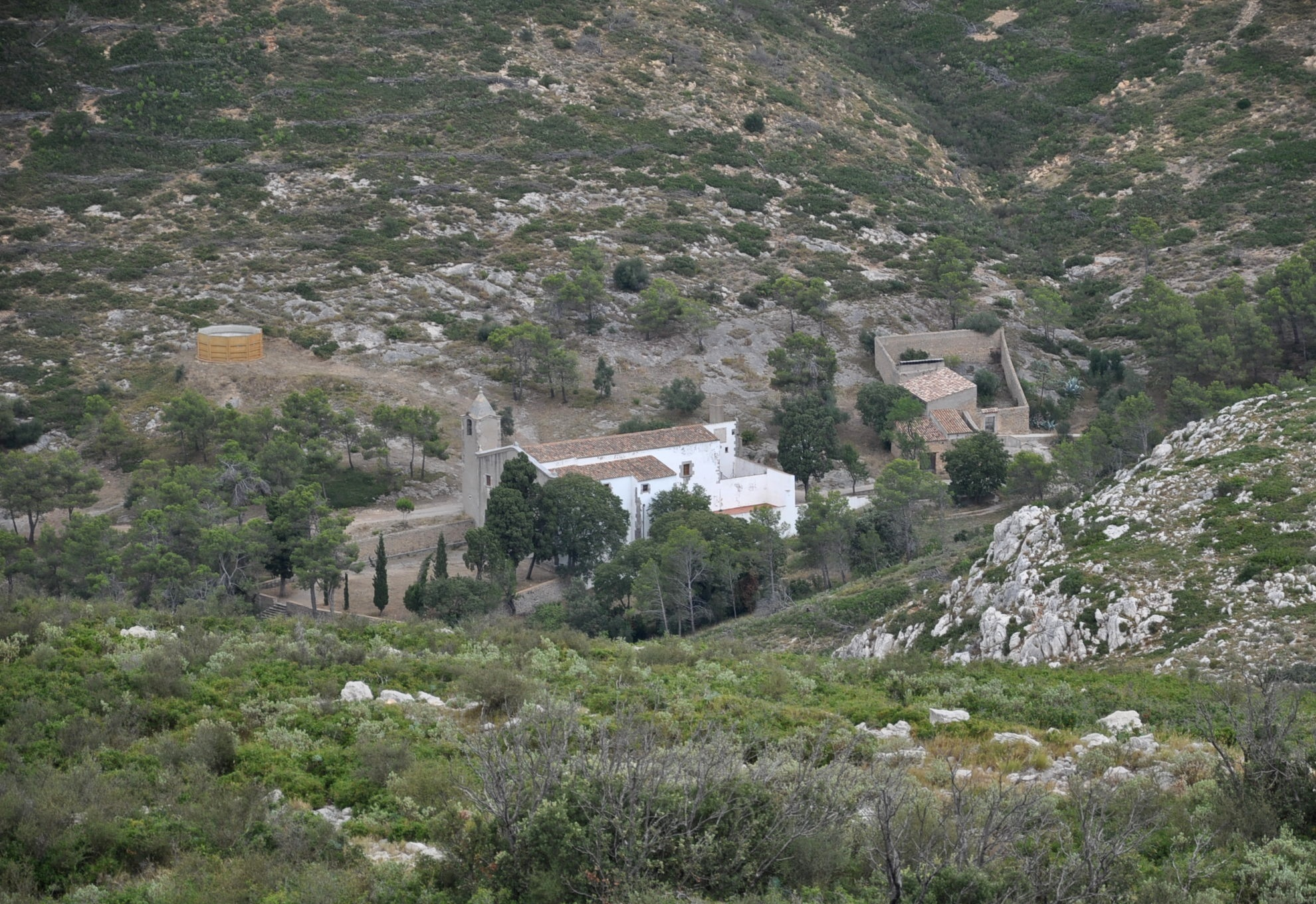
Ermita de Santa Caterina vista des del cim de la muntanya de Santa Caterina.

Segons la tradició recopilada en la seva "Historia de Santa Catharina Alexandrina"
de 1672 d'Andreu Sàbat, fill de Torroella i notari de la vila, fou construïda per tres monjos provinents del Monestir de Montserrat, Bartomeu Cabotas, Pere Tarascó i Berenguer Desguell a les darreries del segle xiv.
 També és notable destacar que fou l'indret on Caterina Albert s'inspirà per escriure la reeixida novel·la modernista "Solitud", on igualment descriu amb detall l'aplec celebrat anualment al lloc.
El registre escrit que ha perviscut abans del segle xvii és escàs i la majoria de la informació conservada a principis del segle XXI es deu, segons Josep Vert, a la recopilació feta pel notari Sàbat al darrer terç del segle xvii a partir dels pergamins municipals. Vert fa notar la important merma en aquest registre que les diverses ocupacions patides per les tropes castellanes i franceses de la casa consistorial, la Universitat de Torroella, van produir. Prenent les dades recopilades per Sábat i segons tesi de Vert, l'arribada de monjos de Montserrat fou deguda al cisma d'Occident que feu partir per discrepàncies teològiques diversos monjos. Arribats a Torroella, terres sota protecció del rei d'Aragó, llavors Joan el Caçador, rei amb una especial predilecció per l'Empordà, foren acollits. Les primeres obres foren sufragades pels habitants pietosos i acomodats de Torroella. Al primer terç del segle xv s'erigí un nou altar. Amb tot, el 1893 el temple es trobava en estat de ruïna i Pere Coll, veí de Torroella i filantrop, pagà unes obres de remodelació que culminaren el 1915.

## Arquitectura i objectes artístics

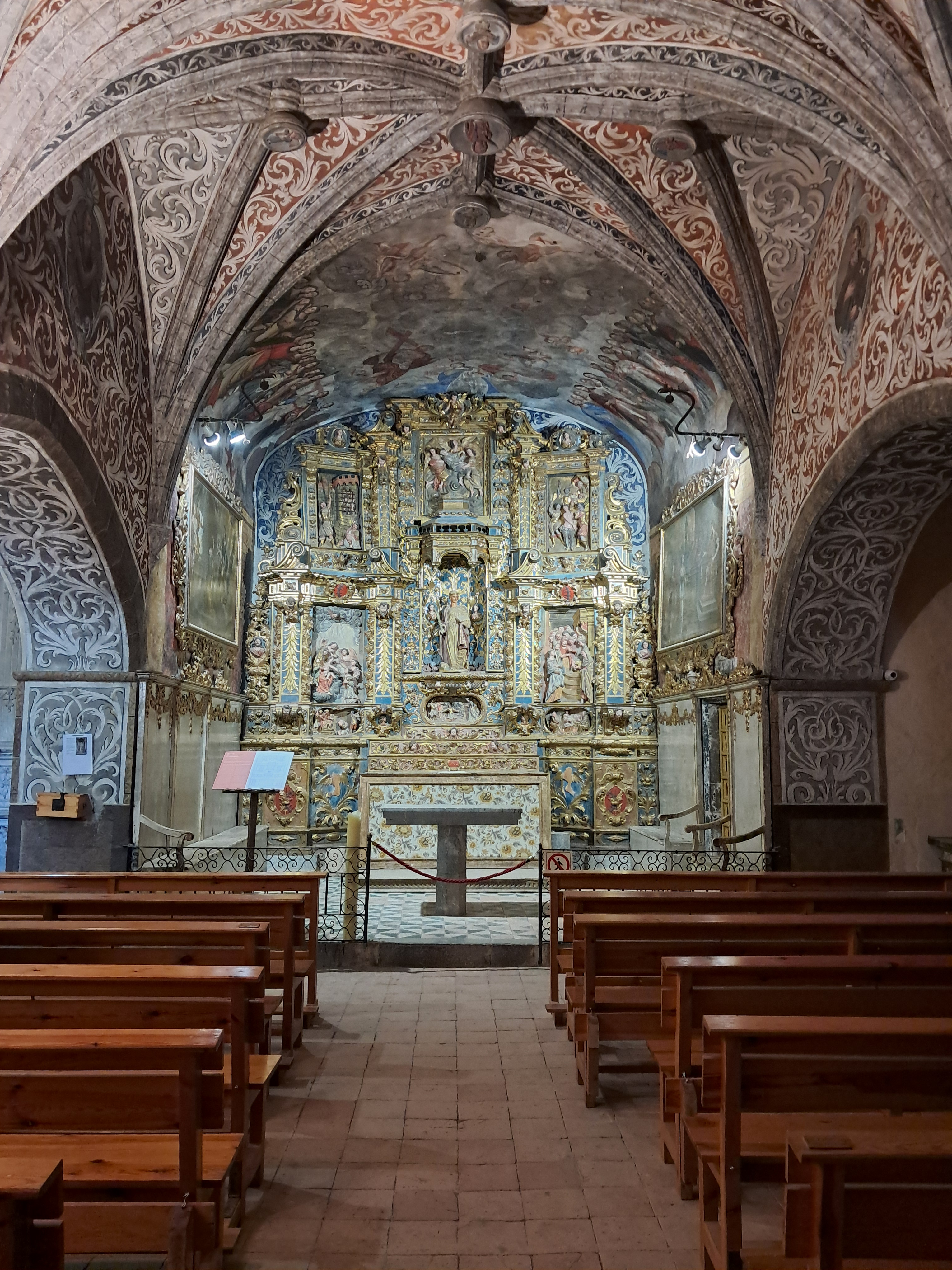
Interior de la nau amb el retaule major barroc i els frescos de parets i volta.

Deixant de banda la part de l'edifici dedicada a l'habitatge, l'edifici, que ha patit diverses ampliacions, actualment és format per tres voltes amb tres altars. L'ermita allotjava una talla gòtica de pedra de Santa Caterina, destruïda l'any 1936 durant els primers dies de la guerra civil espanyola, i una altra feta de plata oferta el 1670, desapareguda abans de l'any 1928, i uns retaules d'estil gòtic, un d'ells representant la "Mare de Déu de la Humilitat", del segle xiv.
Les voltes i parets de la nau central i presbiteri estan decorades amb frescos atribuïts als figuerencs Fernando Segovia i Joan Tàpies i executats el 1726.
L'altar major és un dels exponents barrocs més significatius de tot el municipi que es conserven, juntament amb la talla de la Verge amb el Nen de Santa Maria del Mar. L'esculpit del retaule major, atribuït a Joan Torras, finalitzà el 1702. Aquest és un tríptic poligonal de dos pisos i àtic que representa diverses escenes de l'hagiografia de Santa Caterina. La imatge central fou aprofitada l'escultura gòtica del retaule anterior d'estil gòtic i desapareguda durant la primera meitat del segle xx. La decoració mostra diversos ornaments vegetals i alguns caps d'àngels. El daurat fou posterior (1724), fet per Fèlix Pi de Sant Andreu de Llavaneres.

Un altar lateral allotjava un retaule gòtic de l'escola de Jaume Serra representant la Mare de Déu de la Llet, avui desaparegut. A la banda dreta de la nau hi havia un llenç representant Sant Nicolau de Tolentino sobre un fons que representava les Maures (Rocamaura i la Torre Moratxa) també perdut. També consta el pagament (1704) per l'elaboració d'un quadre dedicat als Sants Cosme i Damià fet per Joan Casanoves II. A tots dos costats del presbiteri dues pintures sobre tela del pintor Joan Pau Casanoves representen dos episodis clau de la vida de Santa Caterina: Al costat de l'Epístola una Disputa de santa Caterina amb els doctors o filòsofs i els Esposoris místics de santa Caterina al costat de l'Evangeli, que Miralpeix qualifica de "poc nivell tècnic"
És documentada la presència d'una relíquia, suposadament un os de la cama de Santa Caterina, que era guardada a l'església de Sant Genís dins d'un reliquiari de plata, i que era pujada el dia de l'aplec. No consta quan desaparegué aquesta relíquia.